# Михайлово (Могилёвская область)
Михайлово (бел. Міхайлава) — деревня в Мстиславском районе Могилёвской области Белоруссии. Входит в состав Ходосовского сельсовета.

## География
Деревня находится в северо-восточной части Могилёвской области, в пределах Оршанско-Могилёвской равнины, к востоку от республиканской автодороги Р73, на расстоянии примерно 23 километров (по прямой) к юго-западу от Мстиславля, административного центра района. Абсолютная высота — 185 метров над уровнем моря.

## История
Согласно «Списку населенных мест Могилёвской губернии» 1910 года издания населённый пункт входил в состав Белицкой волости Чериковского уезда Могилёвской губернии. Имелось 37 дворов и проживало 179 человек (90 мужчин и 89 женщин).
Советская власть была установлена в январе 1918 года. В 1931 году был организован колхоз «Победа», который в 1932 году объединял 52 хозяйства и имел 431 га пашни. В 1940 году к Михайлово был присоединён хутор Калоша.
Во время Великой Отечественной войны, в период с 15 июля 1941 года по 30 сентября 1943 года, деревня оккупирована немецко-фашистскими захватчиками.
До 2012 года входила в состав ныне упразднённого Заболотского сельсовета.

## Население
По данным переписи 2009 года, в деревне проживало 17 человек.